# Live in Munich 1977
Live in Munich 1977 è un album live pubblicato dalla hard rock/heavy metal band Rainbow nel 2006. È stato anche pubblicato anche in versione DVD.

## Tracce

### Disco 1
1. Kill the King – 4:38 – (Ritchie Blackmore, Ronnie James Dio, Cozy Powell)
2. Mistreated – 11:03 – (David Coverdale, Ritchie Blackmore)
3. Sixteenth Century Greensleeves – 8:21 – (Ritchie Blackmore, Ronnie James Dio)
4. Catch the Rainbow – 17:31 – (Ritchie Blackmore, Ronnie James Dio)
5. Long Live Rock 'n' Roll – 7:33 – (Ritchie Blackmore, Ronnie James Dio)

### Disco 2
1. Man on the Silver Mountain – 14:37 – (Ritchie Blackmore, Ronnie James Dio)
2. Still I'm Sad – 25:16 – (Paul Samwell-Smith, Jim McCarty)
3. Do You Close Your Eyes – 9:37 – (Ritchie Blackmore, Ronnie James Dio)

## Formazione
- Ritchie Blackmore - chitarra
- Ronnie James Dio - voce
- Cozy Powell - batteria
- Bob Daisley - basso
- David Stone - tastiere